# Megaselia aletiae
Megaselia aletiae är en tvåvingeart som först beskrevs av Comstock 1880.  Megaselia aletiae ingår i släktet Megaselia och familjen puckelflugor. Inga underarter finns listade i Catalogue of Life.